# Rostawycia (wieś)
Rostawycia (ukr. Роставиця) – wieś na Ukrainie, w obwodzie żytomierskim, w rejonie berdyczowskim, w hromadzie Wczorajsze. W 2001 liczyła 980 mieszkańców, wśród których 977 wskazało jako ojczysty język ukraiński, a 3 rosyjski.